# 3875 Staehle
3875 Staehle è un asteroide della fascia principale. Scoperto nel 1988, presenta un'orbita caratterizzata da un semiasse maggiore pari a 2,2248329 UA e da un'eccentricità di 0,1932476, inclinata di 6,20126° rispetto all'eclittica.